# Sankt Augustin
Sankt Augustin est une ville de Rhénanie-du-Nord-Westphalie (Allemagne), située dans l'arrondissement de Rhin-Sieg, dans le district de Cologne, dans le Landschaftsverband de Rhénanie. Elle est nommée en l'honneur de saint Augustin.
C'est dans cette ville que se trouve le siège principal du GSG 9.

## Histoire
| Appartenances historiques Comté de Berg 1363-1380 Duché de Berg 1380-1806 Grand-duché de Berg 1806-1813 Royaume de Prusse (Province de Juliers-Clèves-Berg) 1815-1822 Royaume de Prusse (Province de Rhénanie) 1822-1918 République de Weimar 1918-1933 Reich allemand 1933-1945 Allemagne occupée 1945-1949 Allemagne 1949-présent |

## Personnalités liées à la ville
- Helmut Rohde (1925-2016), homme politique mort à Sankt Augustin.
- Klaus Kinkel (1936-2019), homme politique mort à Sankt Augustin.
- Klaus Schlaich (1937-2005), juriste mort à Sankt Augustin.

## Jumelage
- Grantham (Royaume-Uni) depuis 1980
- Mevasseret Tsion (Israël) depuis 2001
- Szentes (Hongrie) depuis 2005